# النائب العام (فلم)
النائب العام فيلم مصري من إنتاج عام 1946 إخراج أحمد كامل مرسي.

## قصة الفيلم
يتسبب «ثابت بك» وكيل النيابة في توقيع عقوبة قاسية على «عبد الخالق شافعي» الموظف بإحدى المصالح الحكومية الذي يأخذ مبلغًا من الخزانة لشراء دواء لأمه المريضة، وفي نيته أن يرد المبلغ في اليوم التالي، لكنه ضُبط ويُعتبر ذلك اختلاسا فيُحكم عليه بالسجن، يتأثر بذلك شقيق عبد الخالق، وهو «محمود» الذي يكون رحيمًا عندما يصبح قاضيًا، يثير ذلك النائب العام «ثابت بك»، يتم القبض على ابن النائب العام «جميل» وهو يعمل وكيلاً للنيابة بتهمة قتل الراقصة (فيفي) بعد نهاية علاقة غير مشروعة بينهما، يطلب النائب العام من ابنه القاتل أن ينتحر كي يخلصه من عاره الذي سيطارد الأسرة والعائلة، يقف «محمود» في مواجهة النائب العام إذ يكن رأيه أن الانتحار جريمة ويجب أن يحد النائب العام من قسوته المعتادة في الحكم على كل متهم، وفي النهاية يوضح الفيلم أن سلوكيات الابن جاءت نتيجة لقسوة الأب (النائب العام) في معاملة ابنه.

## بطولة
- حسين رياض
- عباس فارس
- مديحة يسري
- زكي رستم
- سراج منير
- زوزو حمدي الحكيم
- عبد الوارث عسر
- زينب صدقي
- محمود المليجي
- إبراهيم عمارة
- عبد العزيز خليل
- سعيد أبو بكر
- السيد بدير
- حسن البارودي
- عبد المجيد شكري
- فؤاد الرشيدي
- لطفي الحكيم
- علي رشدي
- محمود رضا
- فاطمة
- سعاد أحمد

## روابط خارجية
- مقالات تستعمل روابط فنية بلا صلة مع ويكي بيانات